# Dorothea Christiane Erxlebenová
Dorothea Christiane Erxlebenová (13. listopadu 1715 Quedlinburg – 13. června 1762 Quedlinburg) byla německá lékařka, která jako první žena v Evropě byla v roce 1754 promována doktorkou medicíny. Ukázala cestu pro mnohé další ženy toužící po vzdělání.

## Život a dílo
Narodila se 13. listopadu 1715 v Quedlinburgu do rodiny praktického lékaře Christiana Polycarpa Leporina a jeho manželky Anny Sophie, rozené Meineckeové. Měla starší sestru Marii Elisabeth a dva mladší bratry Christiana Polycarpa a Johanna Christiana Justa.  Otec sledoval vývoj lékařských poznatků, dbal na šíření pokrokových metod léčby a sám připravoval k studiu medicíny svého staršího syna. Dorothea se zúčastňovala této domácí výuky a později doprovázela svého otce na návštěvy k nemocným. Sama studovala lékařskou literaturu z otcovy knihovny a také z místního ženského kláštera. Vykazovala výjimečné duševní schopnosti a měla zájem o prohlubování svých znalostí. Na jejím všeobecném vzdělání se podílel i ředitel místního gymnázia Tobias Erkhard. Naučila se velmi dobře latinu a francouzštinu.  
Dorothea chtěla pokračovat ve studiu na univerzitě, což bylo v té době pro ženy nesplnitelné. V roce 1740 napsala spis Podrobné prozkoumání příčin, které brání ženskému pohlaví ve studiu (Gründliche Untersuchung der Ursachen, die das weibliche Geschlecht vom Studieren abhalten), který byl publikován o dva roky později. V roce 1741 byla s pomocí abatyše kláštera v Quedlinburgu přijata k audienci u krále Fridricha II., který právě nastoupil na trůn a získala od něj povolení studovat na univerzitě v Halle. Současně jí bylo přiznáno stipendium, protože rodina byla v zadlužená. V řádném studiu jí však zabránily rodinné důvody.
V srpnu 1741 se Dorothea provdala za pastora Erxlebena, vdovce po její sestřenici a současně se ujala pěti osiřelých dětí. Během manželství se jí narodili tři synové Johann Christian Polycarp Erxeleben (1744), Christian Albert Christoph (1746), Johann Heinrich Christian (1753) a dcera Anna Dorothea. (1750).

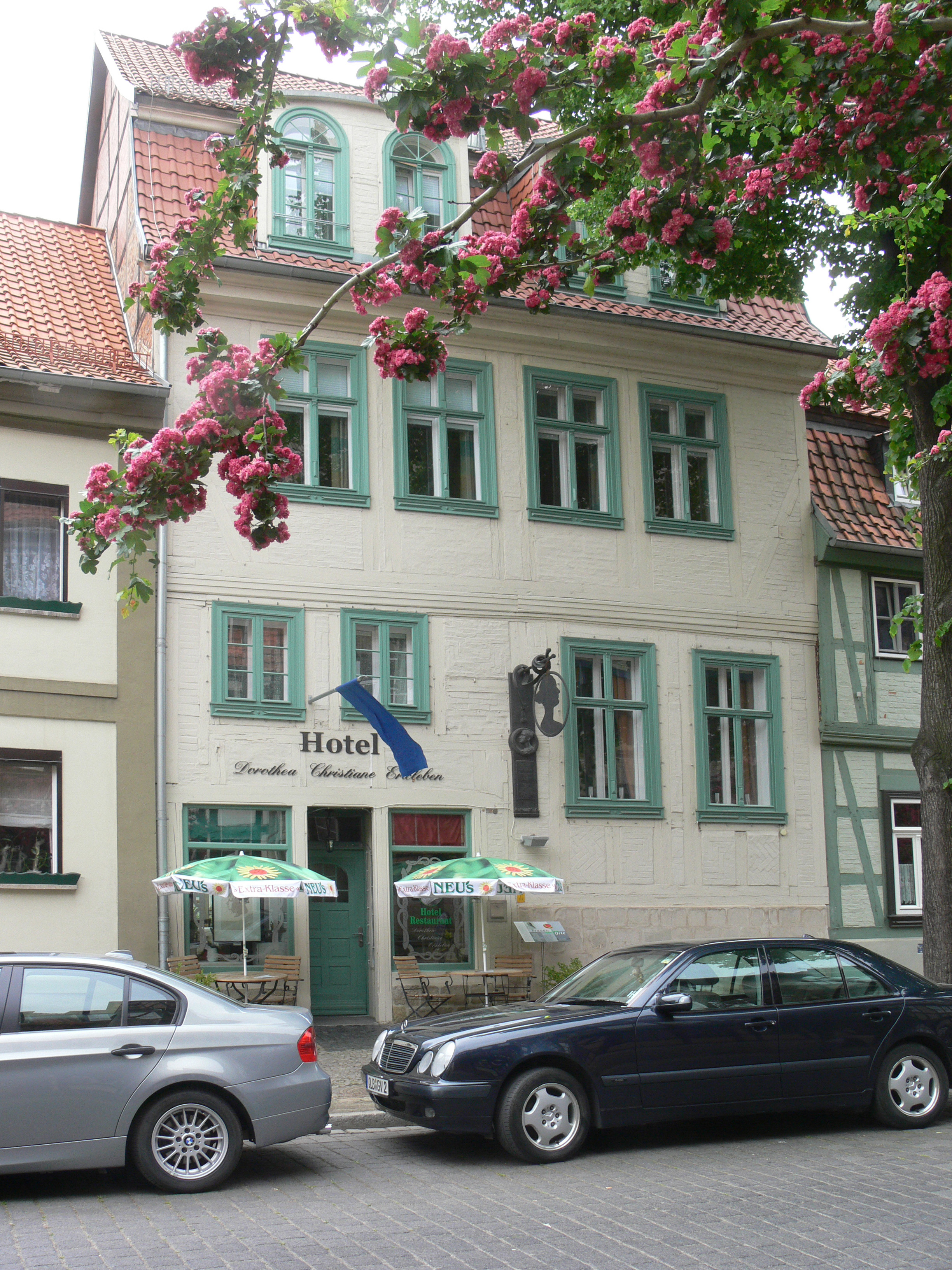
rodný dům s pamětní deskou v Quedlinburgu

Koncem roku 1747 převzala Dorothea po otcově smrti jeho lékařskou praxi, podařilo se jí vyléčit i svého nemocného manžela. Svými mužskými kolegy byla označována za diletantku, protože neměla formální vzdělání. Když jí během, léčení zemřela pacientka, konkurence na ni podala v roce 1753 žalobu a hrozil jí zákaz činnosti. Musela předstoupit před zkušební komisi, které předložila dizertační práci zaměřenou především na způsoby očisty organismu zvýšením potu, větším odtokem moči a působením projímadel. Při dvouhodinovém slyšení prokázala znalosti potřebné pro provádění lékařské praxe na stejné úrovni jako muži. Se souhlasem krále Fridricha byla 12. června 1754 uspořádána promoce, při níž Dorothea složila lékařskou přísahu. V roce 1755 přeložila svou dizertační práci do němčiny Academische Abhandlung von der gar zu geschwinden und angenehmen, aber deswegen öfters unsichern Heilung der Krankheiten (Akademické pojednání o dokonce rychlé a příjemné, ale přes to často nejisté léčbě nemocí). 
Až do konce života žila v Quedlinburgu a věnovala se své lékařské praxi, ve které se specializovala především na péči o ženy a děti. Současně byla respektovanou pastorovou manželkou, starala se o domácnost a výchovu dětí.
Zemřela na rakovinu prsu 13. června 1762, přesně osm let po svém slavném doktorátu.
Na její počest nese její jméno klinika v Quedlingburgu (Harzklinikum Dorothea Christiane Erxleben). Je po ní pojmenováno také vzdělávací centrum Dorothea Erxleben ve Fakultní nemocnici v Halle (Saale).